# Nicrophorus scrutator
Nicrophorus scrutator är en skalbaggsart som beskrevs av Blanchard 1842. Nicrophorus scrutator ingår i släktet Nicrophorus och familjen asbaggar. Inga underarter finns listade i Catalogue of Life.